# 司天竜芳太郎
司天竜 芳太郎（してんりゅう よしたろう、1896年1月25日 - 没年不明）は、兵庫県神戸市出身で伊勢ヶ濱部屋に所属した力士。本名は熊沢 芳太郎。176cm、113kg。最高位は東前頭筆頭。

## 経歴
1910年6月初土俵、1919年1月十両昇進。1920年5月摩耶颪の四股名で新入幕。1923年9月1日に起きた関東大震災により両国国技館が焼損。このため、1924年1月場所は東京相撲が東京を離れて名古屋の仮設国技館で開催されることに不満を出して不出場、そのまま破門される形で廃業した。その後は、天竜らの興した関西角力協会の理事に就任した。

## 成績
- 番付在位場所数：22場所
- 関取在位：11場所
- 関取成績：42勝39敗43休4分1預
- 幕内在位：8場所
- 幕内成績：31勝36敗10休4分
- 十両在位：3場所
- 十両成績：11勝3敗3休1預
- 各段優勝：十両優勝1回、幕下優勝1回

### 場所別成績
| 1910年 （明治43年） | x                        | （前相撲）            |
| 1911年 （明治44年） | x                        | x                     |
| 1912年 （明治45年） | x                        | x                     |
| 1913年 （大正2年） | x                        | 西三段目61枚目 –      |
| 1914年 （大正3年） | 西三段目43枚目 –         | 西三段目27枚目 –      |
| 1915年 （大正4年） | 西三段目11枚目 –         | 西三段目19枚目 –      |
| 1916年 （大正5年） | 西三段目5枚目 –          | 西幕下46枚目 –        |
| 1917年 （大正6年） | 西幕下51枚目 –           | 東幕下20枚目 –        |
| 1918年 （大正7年） | 西幕下13枚目 2–3         | 西幕下16枚目 優勝 5–0 |
| 1919年 （大正8年） | 西十両8枚目 1–1–3        | 西十両15枚目 4–1      |
| 1920年 （大正9年） | 東十両4枚目 優勝 6–1 1預 | 西前頭13枚目 6–4      |
| 1921年 （大正10年） | 西前頭4枚目 7–2 1分      | 東前頭筆頭 3–6 1分    |
| 1922年 （大正11年） | 東前頭6枚目 2–8          | 西前頭7枚目 5–3 2分   |
| 1923年 （大正12年） | 東前頭3枚目 3–7          | 西前頭7枚目 5–6       |
| 1924年 （大正13年） | 西前頭5枚目 引退 0–0–10  | x                     |
| 各欄の数字は、「勝ち-負け-休場」を示す。 優勝 引退 休場 十両 幕下 三賞：敢=敢闘賞、殊=殊勲賞、技=技能賞 その他：★=金星 番付階級：幕内 - 十両 - 幕下 - 三段目 - 序二段 - 序ノ口 幕内序列：横綱 - 大関 - 関脇 - 小結 - 前頭（「#数字」は各位内の序列） |                          |                       |

- 幕下以下の地位は小島貞二コレクションの番付実物画像による。

## 改名
竹林→摩耶颪（1916年1月場所-）→司天竜（1921年5月場所-）